# Хонатан Уретавискаја
Хонатан Матијас Уретавискаја да Луз (шп. Jonathan Matías Urretaviscaya da Luz; Монтевидео, 19. март 1990) професионални је уругвајски фудбалер баскијског порекла који игра у средини терена на позицији десног бочног играча.

## Клупска каријера
Уретавискаја је фудбал почео да тренира у маленом клубу Ривер Плејт из Монтевидеа у којем је започео и своју професионалну каријеру. Након одигране тек једне сезоне у уругвајском првенству, у јуну 2008. одлази у Европу и потписује уговор са португалском Бенфиком вредан 1,2 милиона евра. Међутим у португаслком клубу није успео да се избори за место стандардног играча у тиму, те је највећи део свог петогодишњег уговора са Бенфиком провео играјући као позајмљен играч у другим клубовима − Пењаролу, Депортиву, Виторији Гимараис и у другом тиму Бенфике.
Касније је једну сезону одиграо у дресу Пасос Фереире, одакле у јулу 2015. прелази у редове мексичке Пачуке. Са Пачуком је успео да освоји титулу првака Мексика у сезони 2015/16.
Од јануара 2018. игра за мексички Монтереј.

## Репрезентативна каријера
Године 2009. дебитовао је за младу репрезентацију Уругваја са којом је освојио треће место на јужноамеричком првенству. Потом је играо и за олимпијску репрезентацију на ЛОИ 2012. у Лондону.
Прву званичну утакмицу за сениорску репрезентацију Уругваја одиграо је 28. марта 2017. у квалификацијама за СП 2018. против Перуа. Касније је био у саставу репрезентације и на још три пријатељска сусрета, а на послетку га је селектор Оскар Табарез уврстио на коначни списак играча за Светско првенство 2018. у Русији.

## Успеси и признања
ФК Бенфика
- Првенство Португала: шампион 2009/10.
- Португалски лига куп: шампион 2009/10.
- УЕФА лига Европе: финалиста 2012/13.

 ФК Пењарол
- Првенство Уругваја: шампион 2009/10.
- Копа либертадорес: финалиста 2011.

 ФК Пачука
- Првенство Мексика: шампион 2015/16.
- КОНКАКАФ лига шампиона: шампион 2015/16.